# Vince Karter
VInce Karter (8 dicembre 1983) è un attore pornografico francese.

## Carriera
Dopo aver provato alcune esperienze in Francia, entra nell'industria pornografica e si trasferisce a Budapest nel 2018. Si afferma nel settore europep vincendo per due volte il premio come miglior performer maschile agli XBIZ Europa Awards
Nel 2024 agli AVN Awards ottiene il riconoscimento come miglior performer straniero e l'anno successivo anche quello come miglior performer.

## Riconoscimenti
AVN Awards
- 2023 - Best International Anal Sex Scene per Exotics 2 con Vina Sky[4]
- 2024 - Best Gangbang Sex Scene per Angela White: Unbound Part 4 con Angela White, Alex Mack, Eddie Jaye, Will Pounder, Scotty P, John Strong e Mazee the Goat[5]
- 2024 - Best International Anal Sex Scene per In Vogue con Vanessa Alessia[6]
- 2024 - International Male Performer of the Year[7]
- 2025 - Best Gangbang Sex Scene per Anna Claire Clouds: Dark Side con Anna Claire Clouds, John Strong, Damon Dice, Jax Slayher, Hollywood Cash, Milan Ponjevic, Chocolate God e Nade Nasty[8]
- 2025 - Best Tag-Team Sex Scene per It's Double Trouble for Xxlayna Marie con XXlayna Marie e Zac Wilde[9]
- 2025 - Male Performer of the Year[10]

XBIZ Awards
- 2025 - Best Sex Scene - Performance Showcase per Anna Claire Clouds: Dark Side con Anna Claire Clouds, John Strong, Hollywood Cash, Damon Dice, Chocolate Gold, Nade Nasty, Slim Poke, Milan Ponjevic, Will Pounder e Jax Slayher[11]

XBIZ Europa Awards
- 2020 - Male Performer of the Year[12]
- 2020 - Best Sex Scene - Feature Movie per Jacky con Nicole Pearl e Pascal White[13]
- 2020 - Best Sex Scene - Gonzo per My Name is Zaawaadi con Zaawaadi e Tiffany Tatum[14]
- 2021 - Best Sex Scene - Gonzo per Rocco's Insatiabile MILF con Kitana Lure, David Perry e Erik Everhard[15]
- 2022 - Male Performer of the Year[16]